# Duwa Lashi La
Duwa Lashi La (en birman: ဒူဝါလရှီးလ) né le 9 septembre 1950 à Mung Ji (état Shan), est un homme politique et avocat birman d'origine kachin et président du Conseil national consultatif kachin,.
Le 16 avril 2021, il a été nommé par le Comité représentant l'Assemblée de l'Union vice-président du gouvernement d'unité nationale birman, un gouvernement parallèle au Conseil administratif d'État formé après le coup d'État de 2021,,,.
Le 7 septembre 2021, Duwa Lashi La a annoncé le lancement d'une guerre défensive contre la junte militaire et a exhorté les citoyens à se révolter contre la junte dans tous les coins du pays.

## Biographie

### Jeunesse
Duwa Lashi La est né dans le village de Mung Ji, dans le nord de l'État shan, le 9 septembre 1950. Il est diplômé du lycée Lashio avec une note de B et a travaillé comme enseignant dans sa ville natale à l'école Mongji. Après avoir travaillé comme enseignant, il est retourné en dixième année à l'école St. Michael's à Pyin U Lwin. En 1970, il étudie le droit à l'université de Yangon.
En 1974, il obtient un diplôme en art et un diplôme en droit l'année suivante en 1975. Après avoir obtenu ses diplômes, il a travaillé comme procureur à Myitkyina et Lashio pendant deux ans. Il a ensuite travaillé comme juriste pendant 16 ans de 1978 à 1994.

### Coup d’État de 2021 et président du gouvernement d'unité nationale
Duwa Lashi La a été nommé vice-président et président par intérim après une réunion entre le Comité représentant l'Assemblée de l'Union et l'équipe de coordination politique intérimaire Kachin. Lors de la réunion, il a soutenu la proposition que le vice-président emprisonné Henry Van Thio devrait être remplacé car « nous faisons la révolution pour abattre la tyrannie et construire une nouvelle ère, il est bon de ne pas inclure des gens qui étaient impliqués dans l’armée, et mieux vaut plutôt choisir ceux qui ont une vision de réforme vers la démocratie et le fédéralisme ». Le Comité représentant l'Assemblée de l'Union a accepté et demandé à Duwa Lashi La d'occuper le poste, position qu'il a accepté.